# Wierzchlas (województwo zachodniopomorskie)
Wierzchlas (do 1945 niem. Falkenwalde) – wieś w Polsce położona w województwie zachodniopomorskim, w powiecie gryfińskim, w gminie Mieszkowice. Według danych z 2010 liczyła 109 mieszkańców.
Miejscowość znajdowała się od ok. 1250 na terytorium powstałej Nowej Marchii. Pierwsza wzmianka z 1333, od XIV w. do 1771 wieś należała do rodu von Sydow, który wybudował tu pałac w 1760 (obecnie nie istnieje); w późniejszych latach kilkukrotnie zmieniała właścicieli. Od 1945 leży w granicach Polski.
We wsi znajduje się barokowy kościół z 1730 z wieżą ryglową nadbudowaną nad nawą.

## Nazwa
Nazwa na przestrzeni wieków: Valkinwold 1333; Valkenwold 1337

## Układ przestrzenny
Główne elementy układu przestrzennego wsi zostały zachowane, należą do nich czytelna forma owalnicowa, z nawsiem i typowymi elementami kompozycji tego placu, osiowy układ sieci drożnej oraz zespół folwarczny, który jako jedyny uległ częściowemu zatarciu. Wieś utrzymała czytelny podział na część chłopską (północną) i folwarczną (południowo-wschodnią) złożoną z podwórza gospodarczego i parku. Zabudowa wiejska zwarta, złożona z małych 2- lub 3-budynkowych zagród, o niewielkiej skali obiektów gospodarczych. Chałupy lokowane na froncie parceli, w układzie kalenicowym, murowane, nakryte dachami 2-spadowymi, wzniesione na przełomie XIX i XX w. Sporadycznie występują starsze, gospodarcze obiekty ryglowe. W centralnej części miejscowości posadowiony jest kościół z przyległym cmentarzem, całość ogrodzona murem kamienno-ceglanym z bramą wjazdową, działka obsadzona grochodrzewem i dębem. Po północnej stronie kościoła znajduje się niewielki staw. Do wsi przylega od strony wschodniej dawny park pałacowy. Na północ od terenów zabudowanych miejscowości znajduje się niewielki, polny cmentarz ewangelicki o czytelnym układzie (z aleją lipową, śladami nagrobków oraz licznymi krzewami).

## Historia
- VIII-poł. X w. – w widłach Odry i dolnej Warty znajduje się odrębna jednostka terytorialna typu plemiennego, prawdopodobnie powiązana z plemieniem Lubuszan. Na północy od osadnictwa grupy cedyńskiej oddzielały ją puszcze mosińska (merica Massen) i smolnicka (merica Smolnitz). Mieszkańcy zajmowali się gospodarką rolniczo-hodowlaną.
- 960–972 – książę Mieszko I opanowuje tereny nadodrzańskie, obejmujące obręb późniejszej kasztelani cedyńskiej, ziemię kiniecką i kostrzyńską
- 1005 (lub 1007) – Polska traci zwierzchność nad Pomorzem, w tym również nad terytorium w widłach Odry i dolnej Warty
- 1112-1116 – w wyniku wyprawy Bolesława Krzywoustego, Pomorze Zachodnie uznaje zwierzchność lenną Polski
- Pocz. XIII w. – obszar na północ od linii Noteci-dolnej Warty i zachód od Gwdy w dorzeczu Myśli, Drawy, środkowej Iny, stanowi część składową księstwa pomorskiego; w niewyjaśnionych okolicznościach zostaje przejęty przez księcia wielkopolskiego Władysława Laskonogiego, a następnie jego bratanka, Władysława Odonica
- 1250 – margrabiowie brandenburscy z dynastii Askańczyków rozpoczynają ekspansję na wschód od Odry; z zajmowanych kolejno obszarów powstaje następnie Nowa Marchia
- 2 poł. XIII w. – zbudowano kościół
- 1320-1323 – po wygaśnięciu dynastii askańskiej, Nowa Marchia przejściowo przechodzi we władanie książąt pomorskich
- 1323 – władzę w Nowej Marchii obejmują Wittelsbachowie
- 1333 – Henryk von Sydow (Heinricus de Sidow) otrzymuje lenno in villa Valkinwold od margrabiego Ludwika Starszego z 27 łanami ziemi i młynem nieopodal wsi
- 1337 – wzmianka w księdze ziemskiej margrabiego brandenburskiego Ludwika Starszego pod nazwą Valkenwold, w ziemi mieszkowickiej: "Valkenwold habet XXVII mansos, quorum dos habet II† mansos, illi de Sidow pro seruicio VIII mansos, in pactu vnum chorum"[4] – wieś liczy 27 łanów (mansos), wolne od ciężarów podatkowych są 2⅛ łany parafialne (dos), lennikami zobowiązanym do służby konnej są Sydow posiadający 8 łanów, pakt (pactus, rodzaj podatku płacony rycerstwu przez chłopów) wynosi 1 wispel
- 1402-1454/55 – ziemie Nowej Marchii pod rządami zakonu krzyżackiego
- 1433 – podczas wojny polsko-krzyżackiej, okoliczne tereny zostają zdobyte i splądrowane przez Husytów
- 1535-1571 - za rządów Jana kostrzyńskiego Nowa Marchia staje się niezależnym państwem w ramach Świętego Cesarstwa Rzymskiego
- 1538 – margrabia Jan kostrzyński oficjalnie wprowadza na terenie Nowej Marchii luteranizm jako religię obowiązującą
- 1693 – przyłączono do Wierzchlasu folwark Goszkówek należący do von Sydowów
- 1701 - powstanie Królestwa Prus
- 1718 – odebrano miejscowym chłopom 17 łanów ziemi
- 1730 – budowa nowego kościoła
- 1760 – rodzina von Sydow zbudowała pałac
- 1771 – właścicielem wsi zostaje łowczy von Zinnow
- 1775 – właścicielem wsi zostaje radczyni wojenna Krüger
- 1800 – właścicielem wsi zostaje starosta Carl Ludwig Alexander von Zinnow (1774-1808)
- 1803 – właścicielem wsi zostaje von Bredow
- 1804 – właścicielem wsi zostaje kupiec i senator Ernst Wilhelm von Witte (1783-1821); w późniejszym czasie rodzina von Witte rozbudowuje pałac
- 1806-1807 – Nowa Marchia pod okupacją wojsk napoleońskich; na mocy traktatu w Tylży w dniu 12.07.1807 wojska francuskie opuszczają terytorium państwa pruskiego z wyjątkiem niektórych ważniejszych twierdz, pod warunkiem spłaty bądź zabezpieczenia nałożonej na Prusy kontrybucji wojennej
- 1807-1811 – reformy gospodarcze Steina-Hardenberga dotyczące zniesienia poddaństwa chłopów w Prusach (najpierw w królewszczyznach, następnie w dobrach prywatnych); w zamian za uwłaszczenie dziedzic otrzymywał od chłopa odszkodowanie pieniężne, w postaci robocizny w określonym czasie lub części ziemi, przy czym to nie mogło przekroczyć połowy gospodarstwa chłopskiego
- 1815-1818 – reformy administracyjne Prus zmieniają strukturę Nowej Marchii; wieś należy do powiatu Chojna, w rejencji frankfurckiej, w prowincji brandenburskiej

| Niemiecka nazwa | Obiekt         | Położenie          | Polska nazwa |
| --------------- | -------------- | ------------------ | ------------ |
| Gräfendorf      | wieś i folwark | 2,5 km na wsch.    | Goszkówek    |
| Neu Falkenwalde | folwark        | 3 km na płd.-wsch. | Wierzchlasek |
| Wilhelminenhof  | folwark        | 2 km na wsch.      | Jamno        |

- 1816 – obowiązek uwłaszczenia chłopów w Prusach ograniczono do gospodarstw sprzężajnych, tj. posiadających co najmniej dwa zwierzęta pociągowe (konie lub woły)
- 1850 – uwłaszczenie chłopów w Prusach rozszerzono na wszystkie gospodarstwa chłopskie, aczkolwiek do tego czasu wielu chłopów zostało przez panów usuniętych z ziemi lub zbankrutowało
- 1871-1918 – Nowa Marchia w ramach zjednoczonej Drugiej Rzeszy Niemieckiej
- 26.09.1900 – Ada Lonny Dora von Witte (ur. w Klein-Mehßow 25.09.1879, zm. w Poczdamie 19.09.1945) wychodzi za mąż w Berlinie za Friedricha-Wilhelma grafa von Schlieffen (ur. w Kotzenau 17.08.1868, zm. w Wierzchlasie 09.03.1923), który staje się właścicielem majątku
- 03.02.1945 – zajęcie wsi przez 5 Armię 1 Frontu Białoruskiego, wieś nie zostaje zniszczona
- 1945-1960 – pałac powoli zostaje rozbierany przez miejscową ludność, co prowadzi do całkowitego jego zniszczenia
- 1945-1946 – do wsi przybywają przesiedleńcy, głównie z Ukrainy
- 4.04.1963 – poświęcenie kościoła pw. Matki Boskiej Częstochowskiej
- 1975-1998 – miejscowość należy administracyjnie do województwa szczecińskiego

| Imię i nazwisko                       | Lata      |
| ------------------------------------- | --------- |
| von Sydow                             | 1333-1771 |
| von Zinnow                            | 1771-1775 |
| Krüger                                | 1775-1800 |
| von Zinnow                            | 1800-1803 |
| von Bredow                            | 1803-1804 |
| von Witte                             | 1804-1900 |
| Friedrich-Wilhelm graf von Schlieffen | 1900-1923 |
| Ada von Schlieffen, wdowa             | 1923-45?  |

## Ludność
Liczba ludności w ostatnich 3 wiekach:

## Edukacja
- Dzieci uczęszczają do Szkoły Podstawowej im. Mieszka I w Mieszkowicach
- Młodzież uczęszcza do gimnazjum w Mieszkowicach

## Gospodarka
- Ludność trudni się głównie rolnictwem
- Zakład stolarski

## Organizacje i instytucje
Sołectwo Wierzchlas – ogół mieszkańców wsi Wierzchlas stanowi Samorząd Mieszkańców Sołectwa; obszar 374,14 ha.

## Związki wyznaniowe
Kościół pw. Matki Boskiej Częstochowskiej w Wierzchlesie należy do parafii rzymskokatolickiej pw. Przemienienia Pańskiego w Mieszkowicach.

## Atrakcje turystyczne
- Kościół pw. Matki Boskiej Częstochowskiej – zbudowany w 1730, do 1945 ewangelicki; wpisany do rejestru zabytków pod nr 284 z 18 czerwca 1958.
- Park dworski – pozostałość po dworze, powierzchnia ok. 15 ha, z bogatym drzewostanem z XVIII w. Kompozycja ma charakter krajobrazowy, jego układ jest obecnie zaniedbany, bez pielęgnacji, z samosiewami. Układ kompozycyjny oparty na osiach widokowych krzyżujących się w miejscu dawnego pałacu, uzupełnieniem tego układu jest stanowiący część parku cmentarz rodowy o zatartym układzie, nieregularny, z ruinami grobowca właścicieli majątku. Wpisany do rejestru zabytków pod nr 244 z dnia 22.10.1957, nr decyzji KL. V. -0/303/5.